# 亀卜

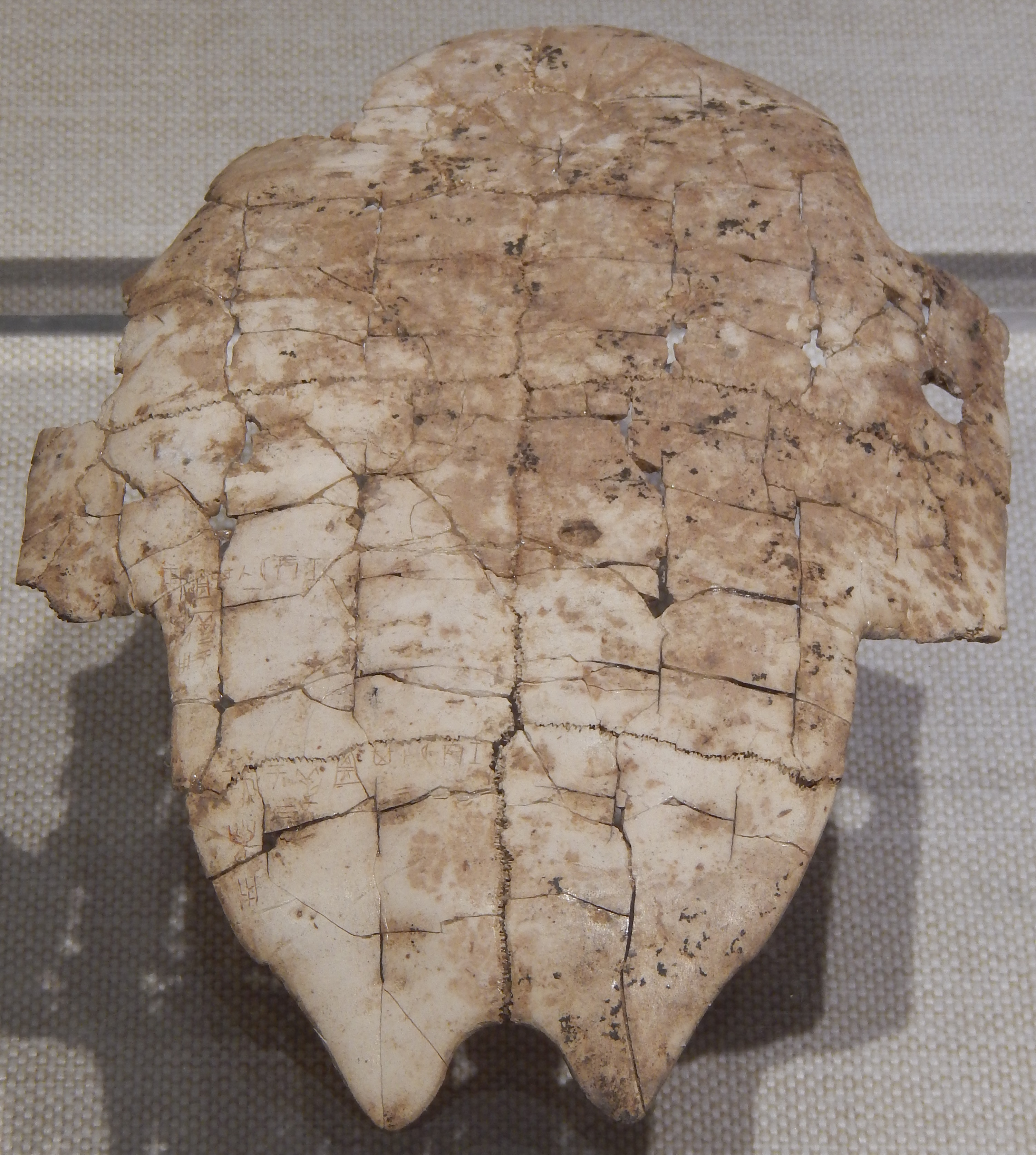
中国・殷王朝時代の卜甲（河南省安陽市・殷墟出土）

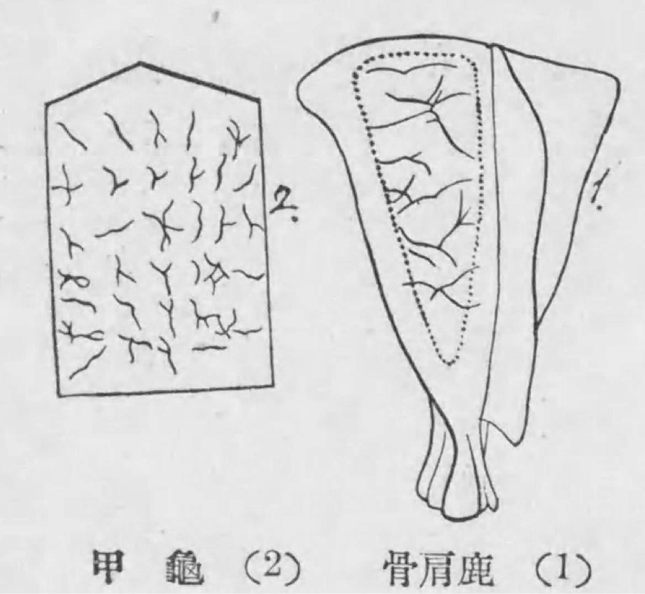
亀卜に使う亀の甲羅（左）と太占（骨卜）に使う鹿の肩甲骨（右）

亀卜（きぼく）は、カメの甲羅を使う卜占（占い）の一種。カメの甲羅に熱を加えて、生じたヒビの形状を見て占う。甲卜（こうぼく）ともいう。日本語では、かめのうらやかめうらと訓読する。

## 概要
占いに使う亀の甲羅は、腹甲を乾燥させ薄く加工したものを用いる。甲羅に溝や穴を開けた部分に燃やして熱い波波迦木（ははかぎ、上溝桜）あるいは箒（サクラなどの木片）を押し付け、ヒビが入った状態から吉凶や方角を占う。甲羅を直接炎で加熱することはない。
起源は古代中国大陸で、龍山文化が発祥と推定され、その後の殷の時代に盛んに行われていた。占いの結果などを彫り込んだのが甲骨文字である。漢代には衰え始め、唐代になると卜官も絶えた。
日本列島への伝来は、天皇の代替わりの儀式である大嘗祭の斎田点定の儀で亀卜で悠紀の国と主基の国を占っていることから神代の時代から続いているとすれば弥生時代の半ば頃に伝来、天皇家の儀式が整えられた奈良時代頃に普及したと推定されるが、実際の遺跡から出土する亀卜の最古の例は、長崎県壱岐市の原の辻遺跡から出土した弥生時代後半のもの、卜甲の最古の例は、神奈川県三浦市の間口洞窟遺跡から出土した古墳時代後期（6世紀代）のものとされる。宮中関連の卜占は、もともと亀卜だったのが、ニホンジカの肩甲骨を使った太占へと代わったが、近代・明治以降は海亀の甲羅の入手が困難になりつつも、神代・古代と同様な亀卜に復している。
当時の支配層は、対馬国、壱岐国、伊豆国の卜部を神祇官の管轄下に組織し、亀卜の実施と技術の伝承を行なわせた。卜部の技は、秘事かつ口伝であったため、材料（カメの種類や甲羅の部位など）や技術に係る未解明な部分も多い。なお、古墳時代後期から奈良時代の遺跡から出土する卜甲の実例では、アカウミガメの腹甲を用いるものが知られる。
『日本三代実録』巻二十一の貞観十四（872）年四月二十四日癸亥条は、伊伎是雄（いきのこれお）の卒伝を載せている。「宮主従五位下行丹波権掾伊伎宿禰是雄が卒去した。是雄は、壱伎島の人である。本姓は卜部（うらべ）。改めて伊伎となった。始祖は忍見足尼命（おしみのすくねのみこと／押見宿禰）である。神代より始め、亀卜に仕奉してきた。その後、子孫が祖業を伝習し、卜部に備えた。是雄は、卜数の道に、最もその枢要を究め、吉凶を占う人の中で、独歩（他に比類なき者）と称すべきであった」。
亀卜は、21世紀の現代でも宮中行事や各地の神社の儀式で行われている。宮中行事では、大嘗祭で使用するイネと粟の採取地の方角（悠紀と主基の国）を決定する際に用いられる。2019年（令和元年）5月13日に皇居の宮中三殿で「斎田点定の儀」が行われた。2018年に行われた準備作業では、東京都小笠原村でアオウミガメの甲羅が調達されている。

## 対馬の亀卜神事
長崎県対馬市厳原町豆酘（つつ）の雷（いかづち）神社（旧称：嶽之大明神）では、アカウミガメの甲羅の割れ目で地域農漁業などの吉凶を占う国選択無形民俗文化財「亀卜神事 サンゾーロー祭」が行われる。約１５００年前に中国から伝わったとされ、火をつけた桜の小枝をアカウミガメの甲羅片に当て、生じたひび割れ具合で１年の行方を占う神事。対馬藩政時代は、殿様（島主）の御運、藩中の動静、朝鮮貿易の吉凶、郡中の作物の豊凶などを占う藩の重要な行事だった。全国で今も伝わるのは豆酘地区だけとされ、「卜者（ぼくしゃ）」と住民たちで伝承して、旧正月３日に地域や天候、産業などの行方を占っている。  占いを担う卜者は古くから地元の岩佐家が世襲しており、2019年現在で69代目の岩佐教治（67）が病気療養中のため、2010年から甥の会社員、土脇博隆（38）(福岡市)が代々務めている母方から70代目として継承している。神事には地元住民ら約30人が参列し、神殿に酒や米、塩などを供える。卜者は「トホカミエミタメ」と3度唱えた後、火鉢であぶった桜の木を六角形をしたアカウミガメの甲羅の一片に押し当て、占いの結果を卜者が筆で半紙に書き留める。書いた占い結果を読み上げた後、「白金（しろかね）や金（こがね）と見え渡りて候（そうろう）」などの結果の祝言に答え、たき火を囲んだ住民が「おー、サンゾーロー(参候)」と祝言を唱和する。その後、供え物の魚(クロ(メジナ))に手を触れず火箸と包丁を使いぶつ切りにする。
- 2019年占い結果(2月7日)豆酘地区「吉」、対馬：農業「平年作」、水産業「良」、天候「並」、経済「上々」
- 2020年占い結果(1月27日)豆酘地区「安」、対馬：農業「上々」、水産業「不漁」、経済「並」、天災「有」
- 2021～2023年　コロナ禍で中止
- 2024年占い結果(2月12日)豆酘地区「上々」、対馬：農業「吉」、漁業「良」、天候「不動」
- 2025年占い結果(1月31日)豆酘地区「上々」、対馬：農業「平年作」、水産業「良」、経済「重」、天災「吉」、震災「軽震」